# Markos Ghebremedhin
Markos Ghebremedhin CM (ur. 18 listopada 1966 w Szappa) – etiopski duchowny rzymskokatolicki, od 2010 wikariusz apostolski Dżimma - Bonga.

## Życiorys
Święcenia kapłańskie przyjął 19 września 1993 w Zgromadzeniu Księży Misjonarzy. Po święceniach i studiach w Nairobi został rektorem niższego seminarium w Addis Abebie, a w 1998 objął probostwo w Dżimmie. Od 2001 przełożony etiopskiej prowincji Księży Misjonarzy.
5 grudnia 2009 papież Benedykt XVI mianował go zwierzchnikiem nowo powstałego wikariatu apostolskiego Dżimma - Bonga i nadał mu tytularne biskupstwo Gummi in Proconsulari. Sakry biskupiej udzielił mu 24 stycznia 2010 abp Berhaneyesus Demerew Souraphiel.